# Colorado Women’s Hall of Fame
Colorado Women's Hall of Fame – organizacja non-profit, założona w 1984 roku. Celem organizacji jest uznawanie oraz promocja wkładu kobiet w historię amerykańskiego stanu Kolorado oraz wskazywanie w tych kobietach wzorców do naśladowania dla młodych dziewcząt i kobiet. Wyróżnione są kobiety, które poprzez swoją działalność wywarły istotny wpływ na wzmocnienie roli kobiet w społeczeństwie.

## Kryteria
Kryteria przyznawania wyróżnień przez organizację, odnoszące się zarówno do historycznych, jak i współcześnie żyjących kobiet, których życie w szczególny sposób zostało związane ze stanem Kolorado:
- znaczący oraz trwały wkład w dziedzinie swojej działalności;
- wzmacnianie statusu kobiet w społeczeństwie;
- otwieranie nowych możliwości dla kobiet oraz całego społeczeństwa;
- inspirowanie innych swoim przykładem.

Wśród wyróżnionych kobiet są m.in. Golda Meir (1985), Mamie Eisenhower (1985), Vivien Spitz (2006) czy Madeleine Albright (2010).